# St. Margarets
St. Margarets is een wijk in het Londense bestuurlijke gebied Richmond upon Thames, in de regio Groot-Londen. Het ligt op de noordelijke oever van de Theems.
Ten zuiden van de wijk staat Marble Hill House, een historische huis dat dienstdoet als museum.

## Het ‘Belgische dorp aan de Theems’
Na de start van de Eerste Wereldoorlog, op 4 augustus 1914, vluchtte een vijfde van de Belgische bevolking. Eind 1915 telde Engeland circa 250.000 vluchtelingen, van wie 95% Belgen. Een jaar voordien was de Franse industrieel Charles Pelabon gestart met de bouw van een munitiefabriek aan de oevers van de Theems in East Twickenham (of St. Margarets). De Pelabonfabriek leverde aan het Belgische leger. Ze stelde een kleine 2000 Belgen tewerk en vormde daarmee het hart van een gemeenschap van 6000 Belgen ten westen van Londen. Onder de 2000 tewerkgestelde Belgen in de Pelabonfabriek waren er 700 vrouwen, of 1 op de 3.
Op 1 april 2017 werd een gedenkteken ingehuldigd voor de 6000 Belgische vluchtelingen die tijdens de Eerste Wereldoorlog in St. Margarets verbleven.

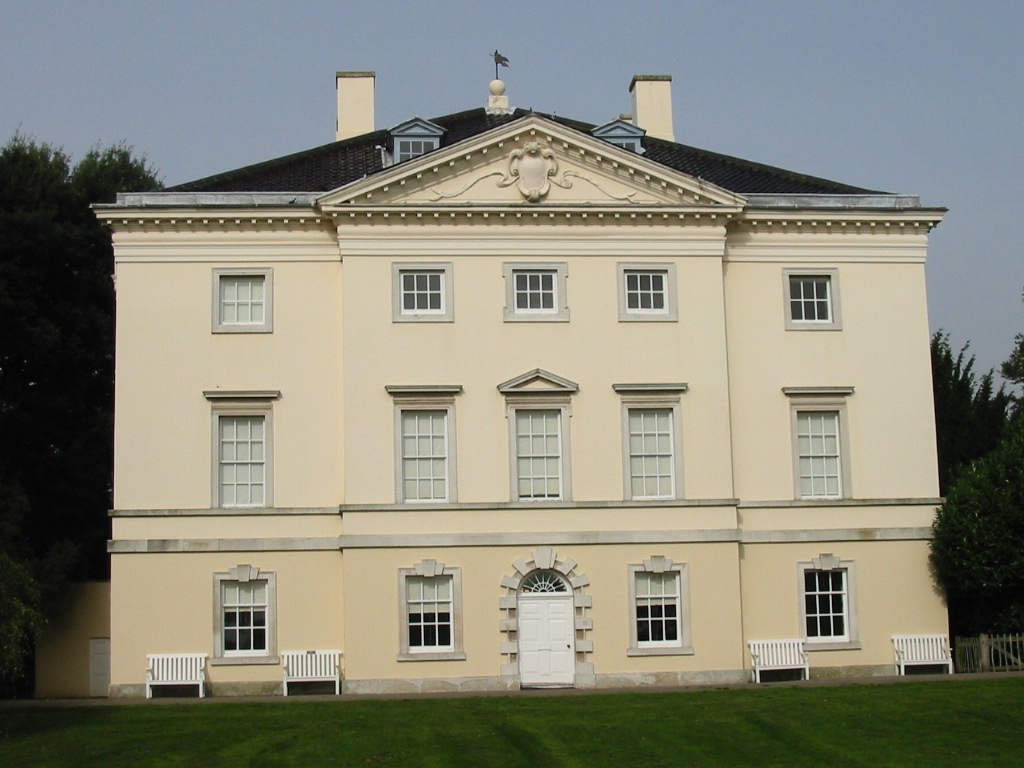
Marble Hill House

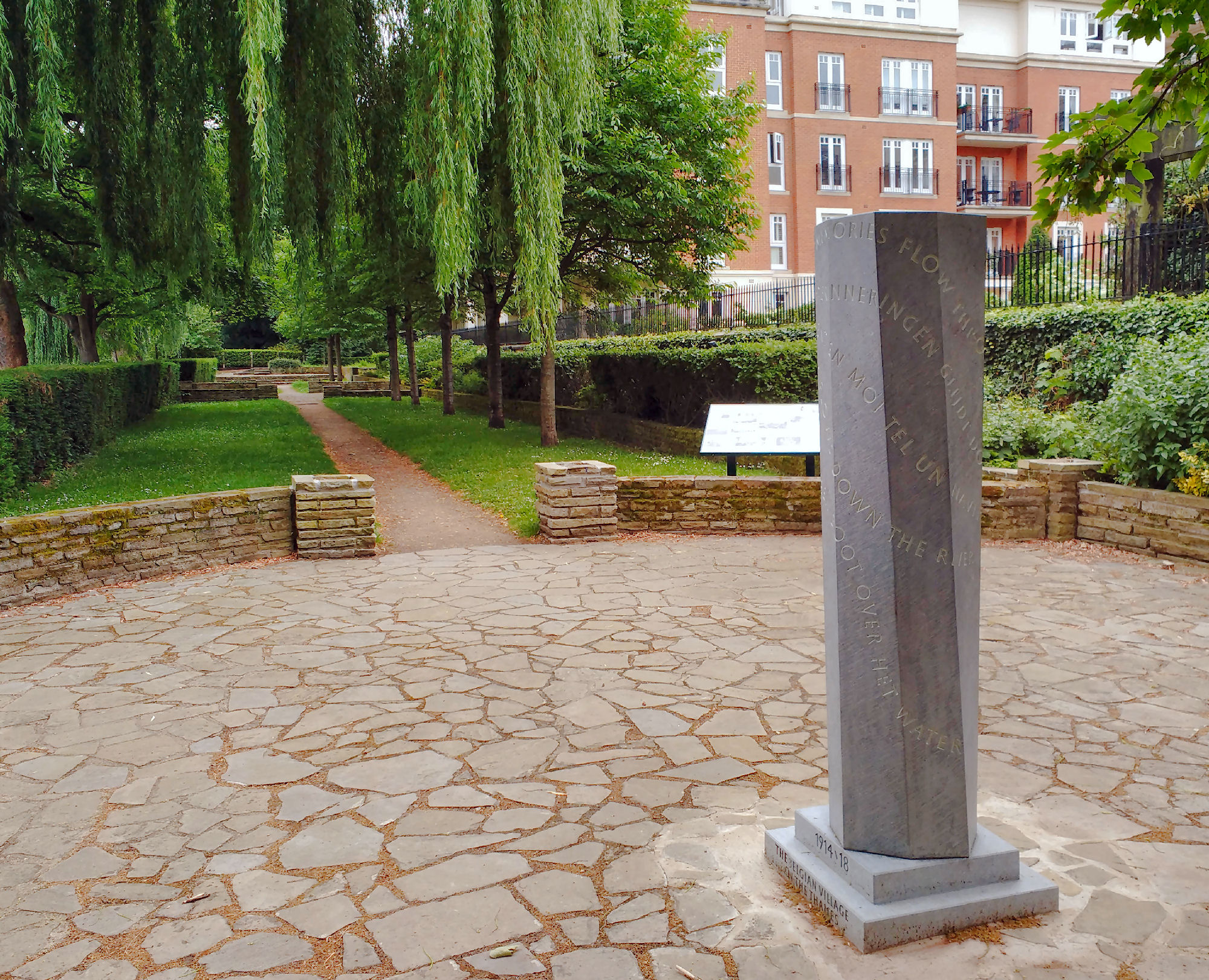
Monument naar het ‘Belgische dorp aan de Theems’ in St Margarets